# Djaty Senusret
Djaty Senusret (auch Djaty Sesostris) war ein lokaler Fürst im Alten Ägypten zur Zeit der frühen 12. Dynastie. Er ist vor allem durch sein Grab in Elkab (EK 46) bekannt. Er lebte und amtierte wahrscheinlich unter König Sesostris I. (etwa 1975 bis 1965 v. Chr.).
Djaty Senusret, der einen Doppelnamen führt, trug die Titel Bürgermeister und Vorsteher der Priester und war damit lokaler Fürst mit Sitz in Elkab. Er ist von seinem Grab in Elkab bekannt, das die moderne Nummer EK 46 trägt. Die Kapelle des Grabes ist ausgemalt und zeigt diverse Szenen, darunter zweimal Senusret mit seiner Gemahlin am Opfertisch. Ihr Name ist dort nicht erhalten. Djaty Senusret ist auch beim Fischfang in den Marschen dargestellt. Im Grab wird auch sein Sohn Hor-aa Bah genannt, der ebenfalls Bürgermeister und wahrscheinlich Amtsnachfolger war. Als dessen Mutter wird Dedetnub genannt, die vielleicht Gemahlin des Djaty Senusret war.